# Vallstena kyrka
Vallstena kyrka är en kyrkobyggnad i Vallstena socken på Gotland.

## Kyrkobyggnaden
Den medeltida stenkyrkan, vars västra del är äldst, består av ett tvåskeppigt långhus med bredare östparti, smalare rakt avslutat kor i öster med nordlig sakristia samt ett kyrktorn i väster. Torn och långhus härstammar från en liten absidkyrka från början av 1200-talet (absidkorets grundmurar påträffades under kyrkgolvet vid restaureringen 1957). Vid 1200-talets slut fanns planer på att förnya och förstora kyrkan, härav följde korets uppförande med sakristian; planerna för ett nytt tvåskeppigt långhus realiserades bara delvis i öster (en travé). De olika byggnadsepokerna är väl synliga i exteriören; torn och långhus med rundbågiga muröppningar och den högre östra delen med gotiska spetsbågeformer. Tornet kröns av en spira. Det romanska långhuset täcks invändigt av fyra kryssvalv uppburna av en mittkolonn. Kyrkans östra delar har höga tältvalv. Triumfbågen utgör ett markant inslag i interiören; den vidgades vid 1200-talets mitt, liksom tornbågen, och fick då sina avtrappade bågar med mellanliggande rundstav och en ovanligt välbevarad dekormålning. Korets östvägg bryts upp av en spetsbågig trefönstergrupp. Kyrkan restaurerades 1957 efter förslag av arkitekten Bengt Romare.

## Inventarier
- Dopfunten från mitten av 1200-talet är av musselcuppatyp och står vid den västra kolonnen.
- En rikt skulpterad fattigstock är ett arbete av Öjamästarens skola från omkring år 1300. På stocken finns snidade bilder av den uppståndne Kristus och tre kvinnor på väg till graven.
- Altaruppsats med processionskrucifix är daterad till 1300-talet.
- Predikstolen är från 1669.
- Altartavlan är från 1730.

### Orgel
- 1930 byggde Åkerman & Lund, Stockholm, en pneumatisk orgel.

| Manual        | Pedal   | Koppel     |
| Rörflöjt 8’   | Bihängd | Man/Ped    |
| Salicional 8’ |         | Man 4'/Man |
| Principal 4’  |         |            |
| Flöjt 4’      |         |            |
| Oktava 2'     |         |            |

- Den nuvarande mekaniska orgeln byggdes 1973 av Anders Perssons Orgelbyggeri och förvärvades 1995 från Tingstäde kyrka.

| Manual       | Pedal      | Koppel  |
| Gedakt 8’    | Subbas 16' | Man/Ped |
| Principal 4’ |            |         |
| Rörflöjt 4’  |            |         |
| Waldflöjt 2' |            |         |
| Cymbel II    |            |         |

## Omgivning
- Kyrkan omgärdas av en kyrkogårdsmur med tre stigluckor, varav den södra har skulpterade detaljer och anses vara från 1200-talet.
- Norr om kyrkan ligger det gamla sockenmagasinet, nu inrättat som bårhus.

## Bildgalleri

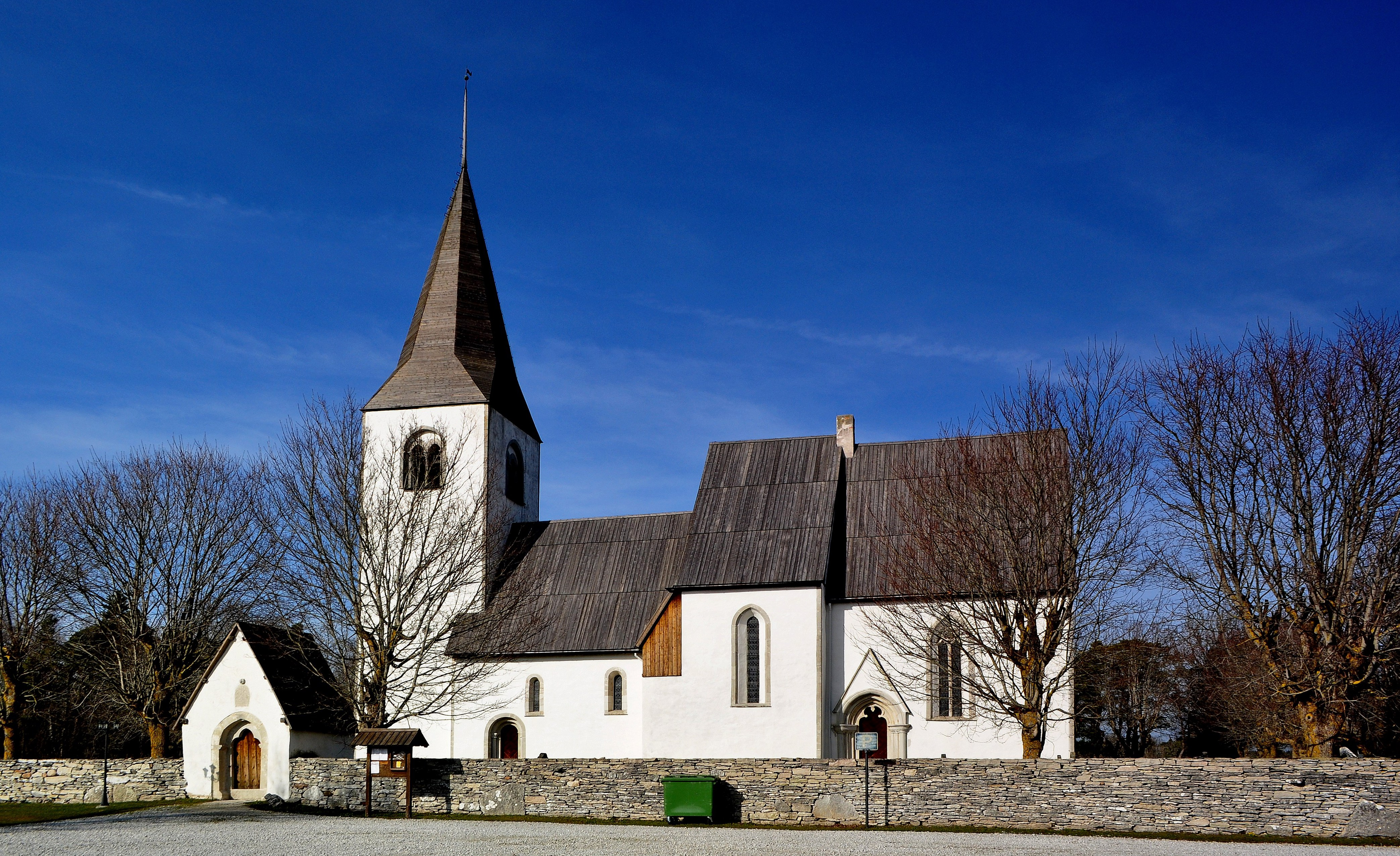
Kyrkan från söder
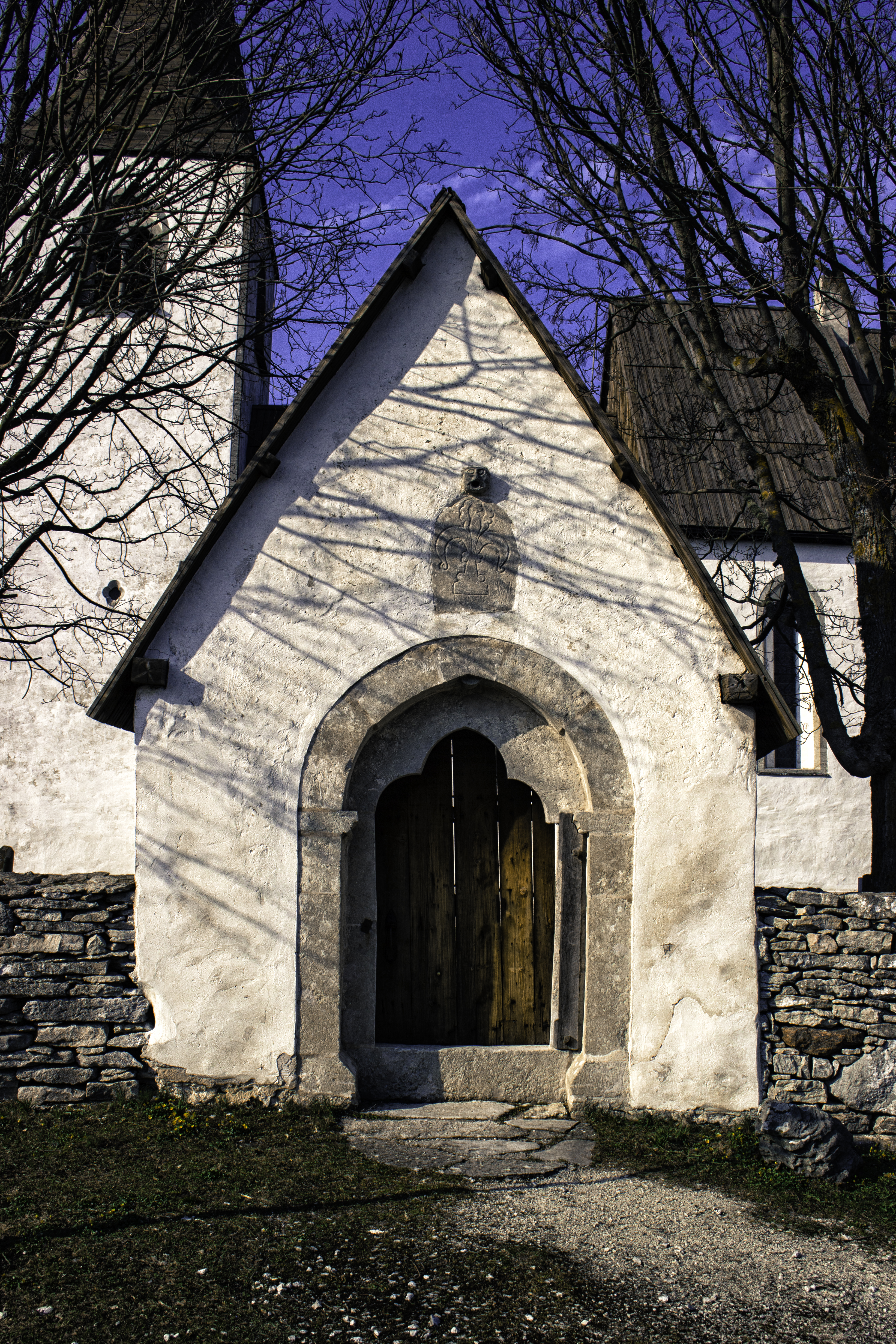
Stigluckan
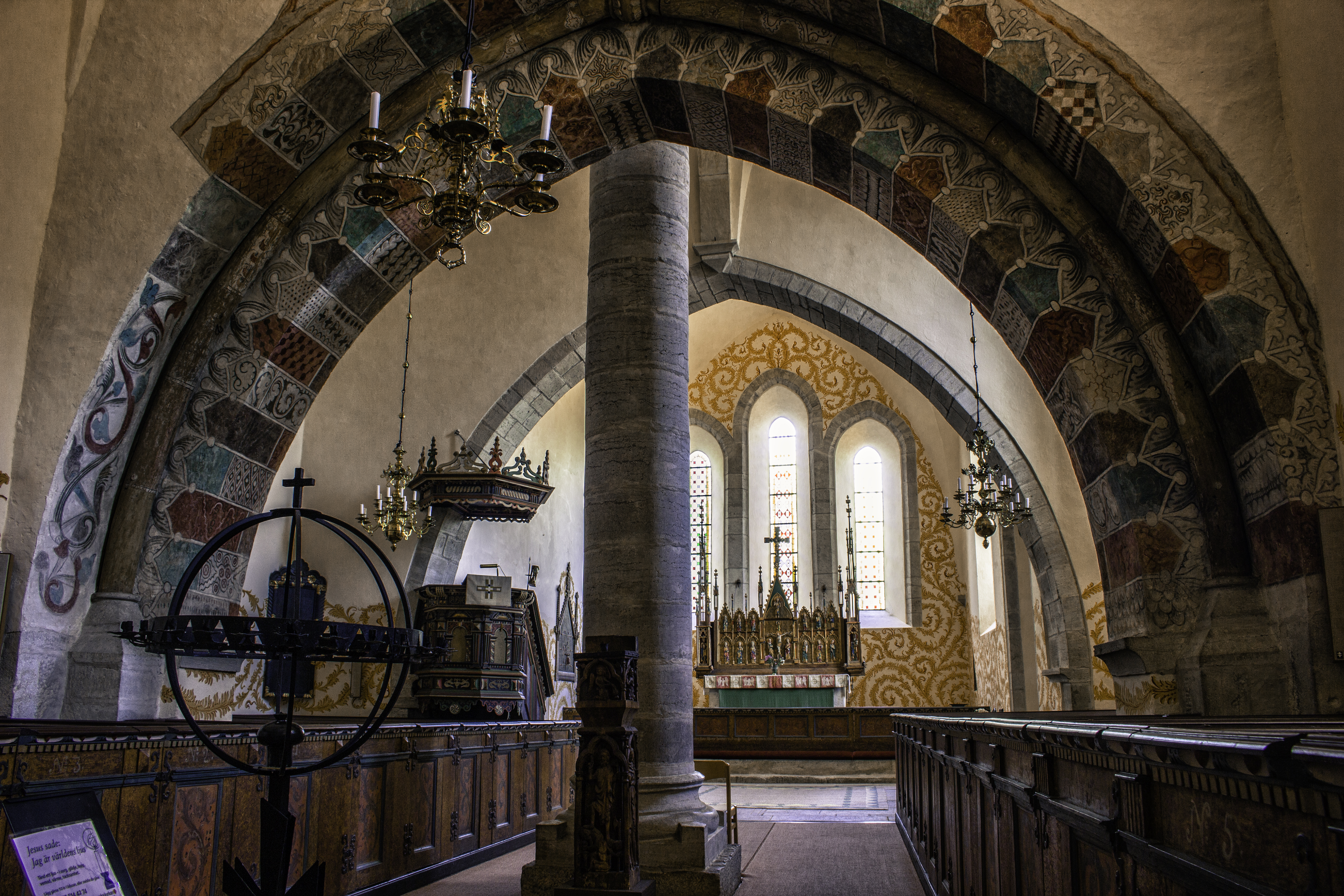
Interiör mot väster
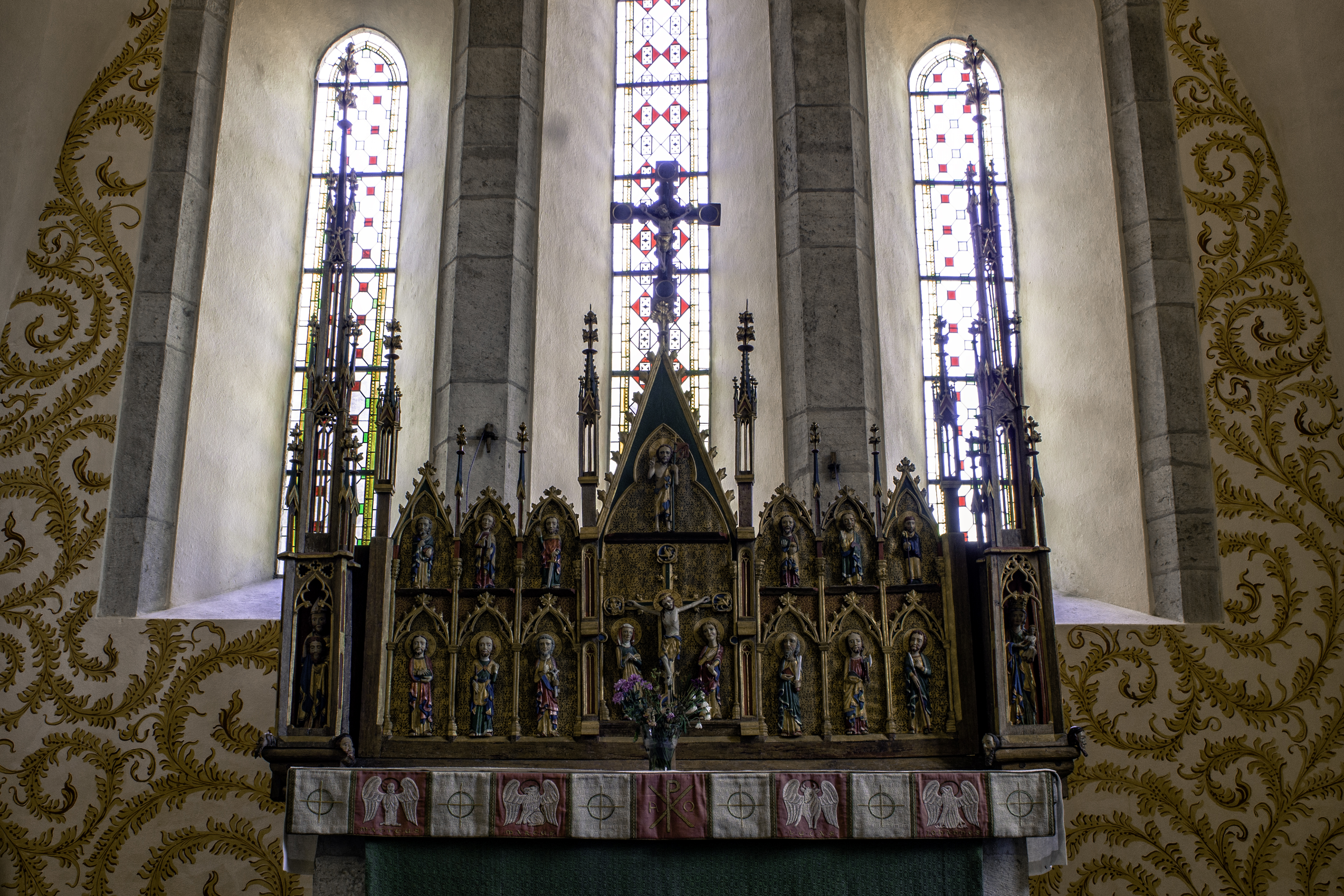
Retabel 1300-talet
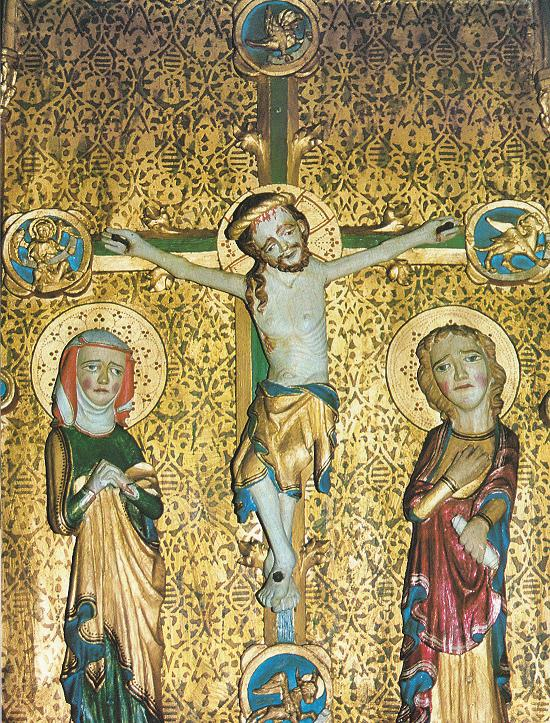
Centralbilden i retablet
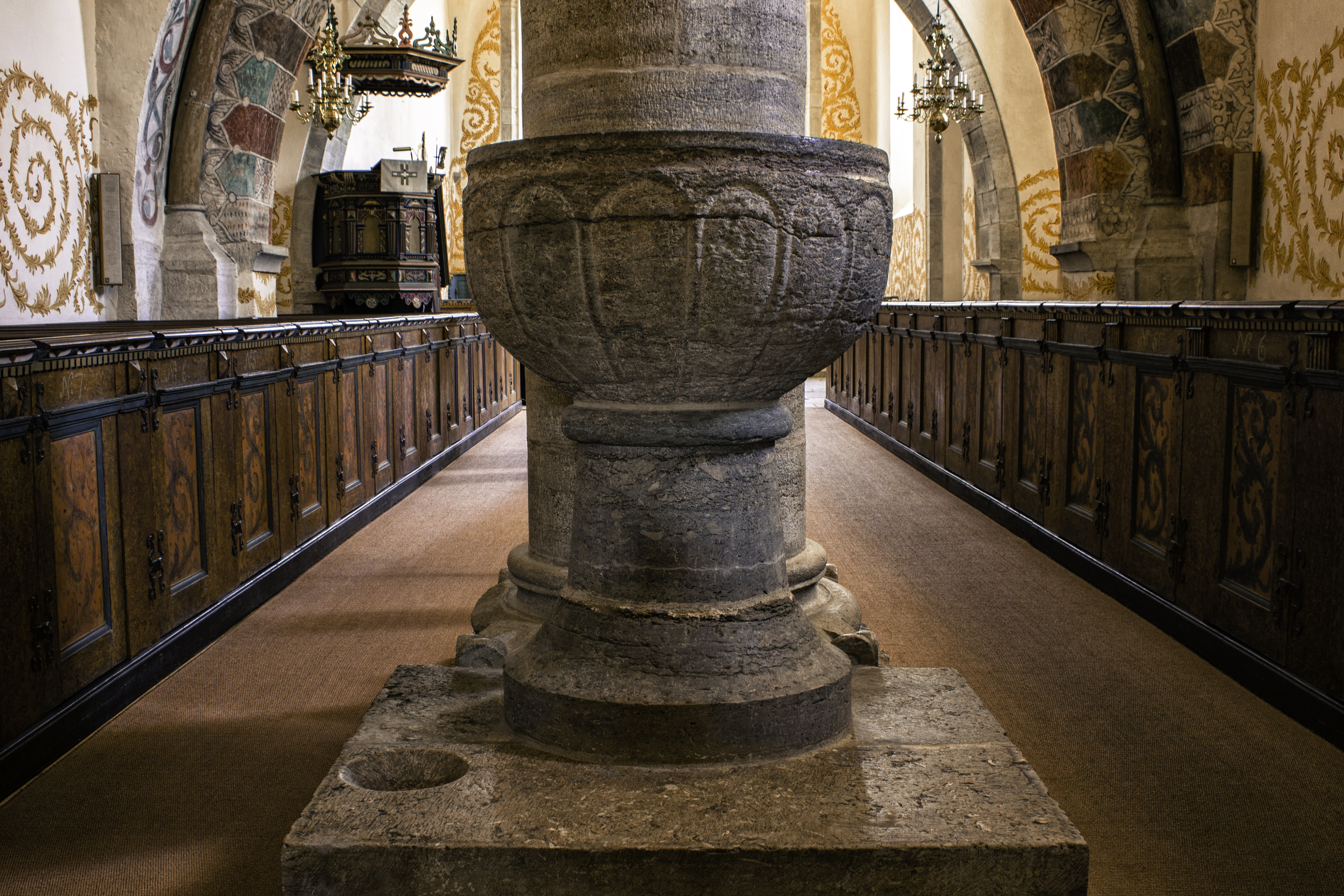
Dopfunt
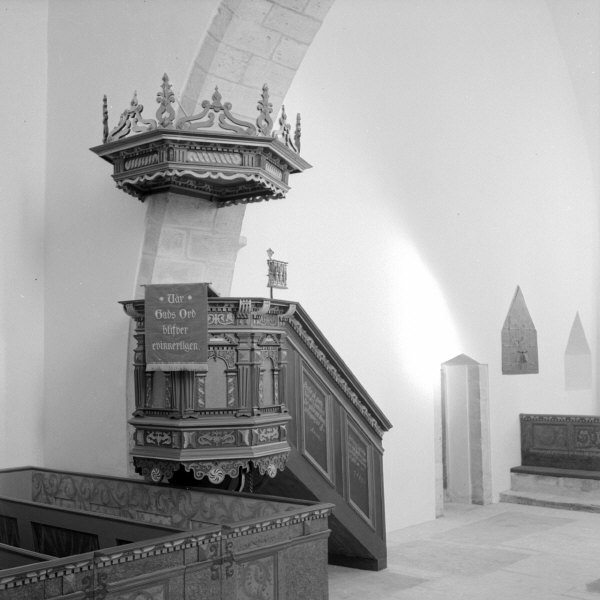
Predikstolen
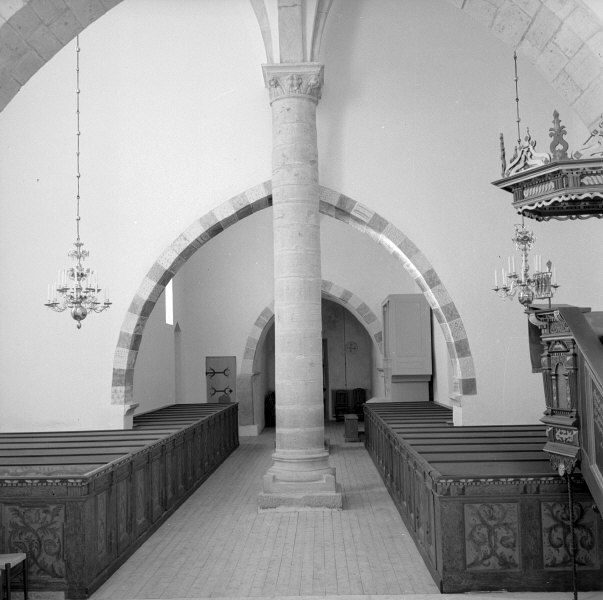
Interiör mot öster
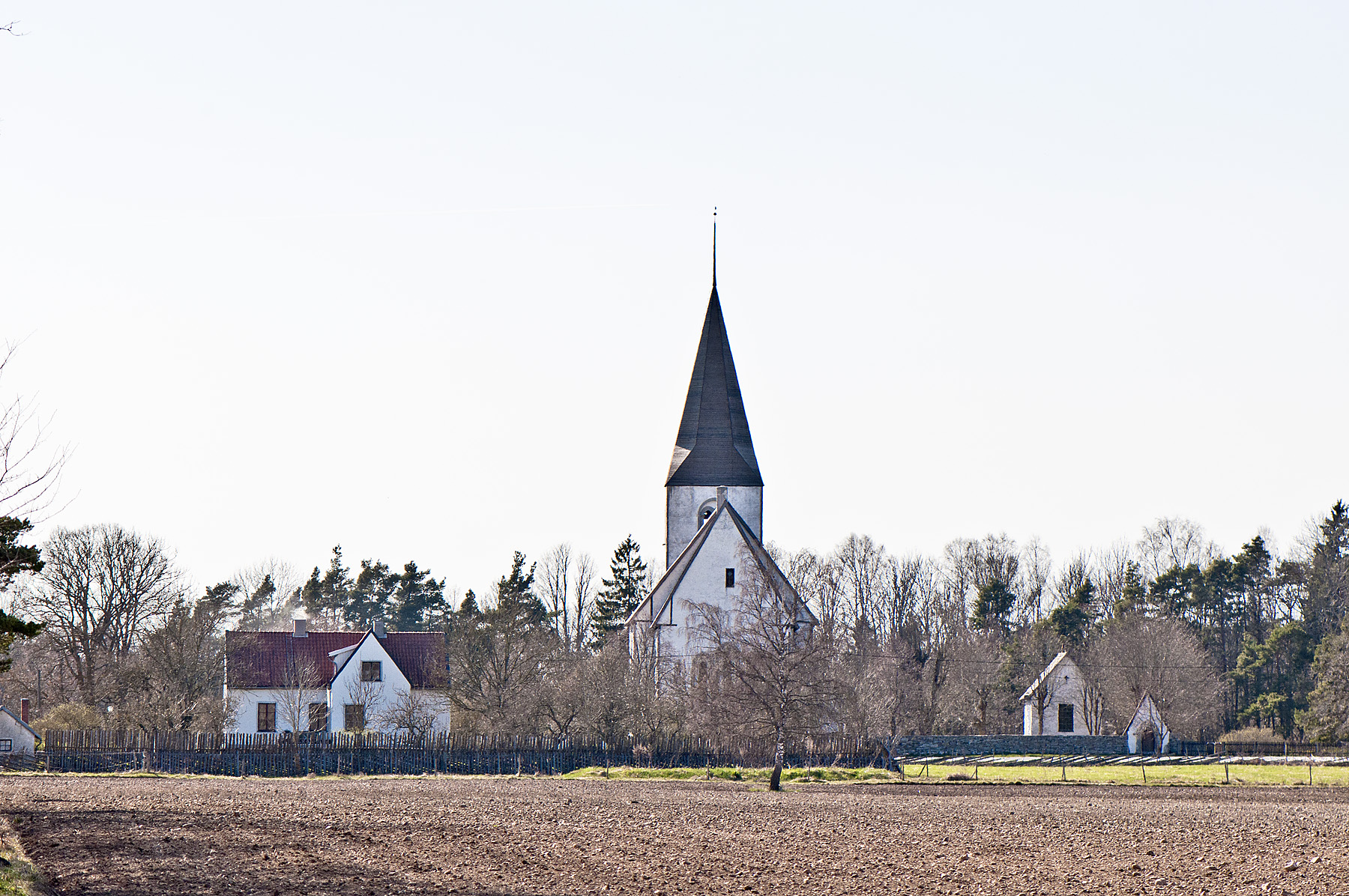
Vallstena kyrka sedd från Allvena änge

### Webbkällor
- guteinfo
- på Gotland
- Orgelanders
- byggnadspresentation (Fritt material varifrån denna artikel delvis är hämtad)
- Gothems församling